# Fazadinium bromide
Fazadinium bromide là một chất giãn cơ, hoạt động như một chất đối vận thụ thể acetylcholine nicotinic thông qua phong tỏa thần kinh cơ.